# Ratchis
Ratchis (također: Raditschs, Radics ili Radiks) bio je vojvoda Friulija od 739. do 744., te langobardski kralj od 744. do 749. Njegov otac bio je vojvoda Pemmo. Vladao je u miru sve dok iz nepoznatih razloga nije izvršio opsadu grada Perugije. Papa Zaharija uvjerio ga je u prekid opsade, te je on abdicirao i povukao se u opatiju Montecassino. Nakon Aistulfove smrti 756. godine ponovo je pokušao povratak na vlast, no porazio ga je kralj Deziderije, te se povukao u samostan do kraja života.